# Genève – Centre de conférences bouddhiste
Genève – Centre de conférences bouddhiste of GCCB  is een Chinees-boeddhistische tempel van de vereniging Fo Guang Shan in het Zwitserse kanton Genève. De GCCB werd in 2006 opgericht en ligt in Grand-Saconnex, bij de luchthaven van Genève. De GCCB was tot 2012 het Europese hoofdkwartier van Fo Guang Shan. Sinds 2012 is deze verplaatst naar de Temple Fa Hua de Fo Guang Shan in Oost-Parijs (Bussy-Saint-Georges).
GCCB is een voorstander van het uitwisselen van cultuur. Het centrum organiseert educatieve programma's, liefdadigheidsprojecten en sociale en multiculturele bijeenkomsten in Zwitserland. Er worden cursussen vegetarisch koken, Chinese kalligrafie en Standaardmandarijn gegeven.
GCCB is van dinsdag tot zondag geopend voor publiek. Op de begane grond zijn de Boeddhahal, meditatiehal, receptie en het kantoor te vinden. In de kelder staan het altaar van Ksitigarbha, de bibliotheek, tentoonstellingruimte en de conferentiezaal. De tuin wordt onderhouden door de bhikkhu's.